# Packwood Lake
Der Packwood Lake ist ein Süßwasser-See im Gifford Pinchot National Forest in der Kaskadenkette von Washington. Er liegt nahe der Kleinstadt Packwood in einem beliebten Wander- und Camping-Gebiet. Die südliche Hälfte des Sees liegt in der Goat Rocks Wilderness.
Der See wurde nach William Packwood benannt, einem frühen Siedler in der Region.

## Geologie
Der Packwood Lake liegt etwa 871 m über dem Meeresspiegel und etwa 40 km südöstlich des Mount Rainier. Die Hauptquelle seines Wassers sind die gletschergespeisten Upper und Lower Lake Creeks, welche vom Gilbert Peak (auch als Old Snowy Mountain bekannt) her zufließen. Der See ist etwa 3,2 km lang und einen Kilometer breit.
Der See wird durch einen natürlichen Damm aufgestaut. Vor etwa 1.200 Jahren brach der Snyder Mountain, welcher im Nordwesten an den See grenzt, auseinander und die Trümmer rutschten in das Lake Creek Valley, verstopften dieses und bildeten schließlich den See. Die maximale Tiefe beträgt etwa 49 m. Die einzige Insel im See heißt offiziell Agnes Island, wird aber von den Anwohnern auch Wizard Island oder Enchantment Island genannt. Die Insel wird vom U.S. Forest Service geschützt; Anlandungen sind nicht erlaubt.

## Biologie
Der Packwood Lake ist die Heimat einer genetisch getrennten Art der Regenbogenforelle. Die Fische sind seit mehr als tausend Jahren räumlich von anderen Populationen getrennt und haben eine eigene Evolution durchlaufen. Sie sind für ihren ausgezeichneten Geschmack, ihre Größe und ihre einheitliche Cremefarbe bekannt. Aufgrund vieler Jahre des Fischbesatzes werden diese Forellen jedoch immer weniger beliebt, da der Genpool durch die Besatzfische verändert wurde.
Der See bietet auch mehreren Vogelarten Lebensraum, so Reihern, Weißkopfseeadlern und Brautenten. Schwarzbären sind ähnlich verbreitet wie Hirsche, Wapitis, Waschbären, Pumas und (in den Hochlagen über dem See) Schneeziegen.

## Geschichte
Der Packwood Lake wurde über Jahrtausende von Indianern als Sommerquartier und Jagdgebiet genutzt. Wegen der extrem kalten Winter und der heftigen Schneefälle gilt die Region im Winter als unbewohnbar.
In den frühen 1920er Jahren haben Prospektoren die Region um den See gründlich untersucht. Obwohl einige Gold- und Silber-Vorkommen nachgewiesen wurden, ist der Bergbau wirtschaftlich nicht tragfähig, da die abbauwürdigen Mengen zu gering sind und das Gebiet zu entlegen ist.

## Packwood Dam
Der Packwood Lake wurde 1964 mit einem Damm versehen, um elektrischen Strom zu produzieren. Es gibt einen kleinen 27-Megawatt-Generator am Fuß des Sees; der Damm hat die Rückhaltefunktion des Bergrutsches vom Snyder Mountain übernommen. Große Sorgfalt wurde auf Konstruktion und Bau des Dammes gelegt, um Auswirkungen auf Tiere und Pflanzen in der Umgebung des Dammes zu minimieren. Der gegenwärtige Damm ist nur wenige Fuß hoch und bildet nur einen kleinen Stausee zur Versorgung des Druckstollens.
Wasser vom Packwood Lake wird auch zur Stadt Packwood gepumpt und versorgt ein größeres Gebiet um Packwood herum.

## Tourismus
Der Packwood Lake ist ein beliebtes Wanderziel für Tagesausflügler und Camper. Der zum See führende Trail, der Packwood Lake Trail #78, ist auch ein beliebter Zugang zur Goat Rocks Wilderness und ihrer Umgebung. Der See wird auch als Zwischenstopp von Reisenden genutzt, die auf dem Weg zum Mosquito Lake und zum Lost Lake im Norden oder zum Gilbert Peak im Südosten sind.
Vor einigen Jahren wurde ein ATV-Trail (der ‚untere Trail‘) fertiggestellt, der auch Pferden Zugang zum See ermöglicht. Der ‚obere Trail‘ ist für Wanderer und Reiter reserviert. Beide Trails führen über etwa 8 km zum See von einem befestigten und wohl unterhaltenen Parkplatz aus. Jenseits des Sees fortgesetzt bieten sie Wanderern hunderte Meilen Wanderwege durch atemberaubende Szenerien; der Pacific Crest Trail kann etwa 11,3 km jenseits des Sees erreicht werden.
Der See selbst ist ein beliebtes Ziel für Angler, die vom Ufer oder von Paddelbooten aus agieren (Verbrennungsmotoren sind verboten). Außerdem ist das Angeln mit Ködern (außer Kunstködern) verboten; alle Köder dürfen nur einen Haken besitzen.